# اچ‌ام‌اس فورفار (اف۳۰)
اچ‌ام‌اس فورفار (اف۳۰) (به انگلیسی: HMS Forfar (F30)) یک زیردریایی بود که طول آن ۵۴۸٫۷ فوت (۱۶۷٫۲ متر) بود. این زیردریایی در سال ۱۹۲۰ ساخته شد.